# Бафталовський Артем Валентинович
Артем Валентинович Бафталовський (нар. 14 грудня 1995 року, Новоархангельськ, Кіровоградська область, Україна) — український футболіст, півзахисник клубу «ДФК Дайнава».

## Біографія
Починав свій футбольний шлях у ДЮСШ при кропивницькому «Олімпіку».
Паралельно почав грати на дорослому рівні, у 2011 році дебютувавши за команду із рідного Новоархангельська під назвою «Арсенал».
У 2013 році дебютував за основну команду «Олімпіка», забивши в своєму дебютному матчі, проте більше на полі не з'являвся. В тому ж році повернувся до «Арсенала».
У 2016 році грав за «Сокіл» (Михайлівка-Рубежівка). Став автором вирішального голу в ворота шпитьківського клубу «Джуніорс» у матчі за Суперкубок Київської області, отримавши звання найкращого гравця матчу. За підсумками сезону увійшов до списку «33 найкращі гравці сезону».
У 2017 році перебрався до погребівської «Десни», за яку зіграв 26 матчів, відзначившись у воротах суперників 14 разів.
У тому ж 2017 році перейшов до клубу «Гірник-Спорт». За клуб грав два роки, але на полі з'являвся нечасто, переважно виходячи на заміну на 10-15 заключних хвилин матчу. За два сезони провів 26 матчів та забив один гол.
У 2019 році Артем виступав за друголігову «Енергію» з Нової Каховки. Дебютував за команду 14 вересня у матчі дев'ятого туру проти херсонського «Кристалу». Почав матч в основному складі, проте був замінений на 46-й хвилині Микитою Комісаром. Зігравши за команду 12 матчів та відзначившись чотирма голами, пішов з команди.
З січня по червень 2020 року, під час коронавірусної паузи у чемпіонатах, підтримував форму, граючи за аматорський ФК «Агротех» у чемпіонаті Миколаївської області.
В червні 2020 року підписав контракт з «Кременем», дебютувавши 24 червня у матчі 20 туру проти «Минаю». Зіграв за клуб 8 матчів, забив 1 гол, відзначившись у ворота «Оболоні-Бровар».
В тому ж році перейшов до складу вишгородського «Діназа», який виступає у Другій лізі України.
Сезон 2021/22 почав з переможного голу в матчі проти «Рубікона», який закінчився з рахунком 0:1. Символічно, що Артем відзначився в обох матчах між цими командами у сезоні 2020/21, які закінчилися з загальним рахунком 3:0 (2:0 у першому колі й 0:1 у другому).
З 2022 року — гравець клубу «Лівий берег» (Київ).